# Menjamel groc
El menjamel groc (Stomiopera flava) és un ocell de la família dels melifàgids (Meliphagidae).

## Hàbitat i distribució
Habita vegetació de ribera, boscos, matolls, manglars i encara ciutats del nord-est d'Austràlia, al nord de Queensland.